# Шраги
Шра́ги (от англ. to shrug — «пожимать плечами») — упражнение, используемое в силовых тренировках для развития верхней части трапециевидной мышцы. Упражнение заключается в поднятии и опускании (не вращении) плеч под нагрузкой. Выполняться упражнение может под разными углами (от вертикального до горизонтального), стоя, сидя или лёжа (с нижним блоком). Выполнение шрагов со штангой помимо гипертрофии мышц верха спины оказывает благотворное влияние на работу мозга. Пожимание плечами стоя со штангой улучшает кровенаполнение плечевого отдела и мышц шеи, насыщая их кислородом. Регулярная тренировка мышц трапеции положительно влияет на мозговое кровообращение затылочной доли и избавляет от хронических болей.  

## Техника выполнения
Большой вес «не по зубам» одним только трапециям, подключаются и дельты — средний и задний пучки, они выступают синергистами — помощниками: чем больше вес, тем больше включаются в работу дельты. Чтобы снять нагрузку с локтевых суставов — руки чуть согнуты в локтях, плечи поднимаются как можно выше для обеспечения предельного сокращения и опускаются как можно ниже для полного растяжения мышц; плечи должны двигаться вверх-вниз, вращение плеч чревато травмами самих плеч и шеи. 

## Техника выполнения стоя
При выполнении шраг сидя вся нагрузка собирается на пояснице, что чревато травмами, хотя позиция стоя ещё не гарантия безопасности, особенно с большим весом. Необходимо сознательно напрячь мышцы спины и ног, чтобы строго вертикально зафиксировать туловище, в противном случае туловище будет произвольно раскачиваться в такт подъёма плеч, что также травмоопасно для поясницы. В финале в трапециях должно быть нестерпимое чувство жжения — признак верного выполнения упражнения, иначе необходимо добавить вес.
Выполняющий упражнение стоит прямо с опущенными вдоль тела руками. Из этой позиции он поднимает плечи как можно выше, а затем опускает их обратно, не сгибая при этом руки в локтях. Шраги обычно выполняются с гантелями, гирями, штангой или в специальном тренажёре. Штанга при выполнении упражнения может располагаться как впереди тела, перед бёдрами, так и позади него.